# Annona amazonica
Annona amazonica é um gênero de magnólia. Foi descrito pela primeira vez por Robert Elias Fries. Annona amazonica pertence ao gênero Annona, e família Annonaceae.
Este tipo de planta pode ser encontrado em:
- Brasil
- Peru
- Costa Rica
- Bolívia

Não há tipos listados como este.